# Municipio de Washington (condado de Laclede)
El municipio de Washington (en inglés: Washington Township) es un municipio ubicado en el condado de Laclede en el estado estadounidense de Misuri. En el año 2010 tenía una población de 1540 habitantes y una densidad poblacional de 13,59 personas por km².

## Geografía
El municipio de Washington se encuentra ubicado en las coordenadas 37°33′39″N 92°36′49″O / 37.56083, -92.61361. Según la Oficina del Censo de los Estados Unidos, el municipio tiene una superficie total de 113.3 km², de la cual 112.91 km² corresponden a tierra firme y (0.35%) 0.39 km² es agua.

## Demografía
Según el censo de 2010, había 1540 personas residiendo en el municipio de Washington. La densidad de población era de 13,59 hab./km². De los 1540 habitantes, el municipio de Washington estaba compuesto por el 97.73% blancos, el 0.13% eran afroamericanos, el 0.26% eran amerindios, el 0.06% eran asiáticos, el 0.06% eran isleños del Pacífico, el 0.84% eran de otras razas y el 0.91% pertenecían a dos o más razas. Del total de la población el 2.53% eran hispanos o latinos de cualquier raza.